# Malvina De la Gardie
Anna Elisabet Malvina De la Gardie, född von Platen den 8 mars 1824, död 23 juni 1901 på dåvarande Hamilton House i Helsingborg, var en svensk grevinna och hovfunktionär. Hon var överhovmästarinna 1880–1890. 

## Biografi

### Tidiga år
Malvina De la Gardie var dotter till Gustaf Reinhold von Platen och Christina von Stockenström. Hon gifte sig 23 augusti 1845 i Vårdinge kyrka i Södermanlands län med överstekammarjunkaren greve Axel Jakob De la Gardie (1819–1879), och besökte sedan Italien och Frankrike under bröllopsresan, och deltog vid återkomsten till Sverige i societetslivet i Stockholm om vintern och på godset Hamilton House om sommaren.   

### Karriär
Hon var statsfru hos Sveriges drottning Lovisa 1863–1871. Hon beskrevs då som en person med jämnt och glatt lynne som uppskattades i tjänsten. 
Hon utnämndes till överhovmästarinna 1880. De la Gardie lärde känna den blivande drottning Sofia redan då denna anlände till Sverige 1857, och ska ha haft en personlig vänskapsrelation till henne. Som överhovmästarinna administrerade hon drottning Sofias välgörenhet som sekreterare och sorterade bland de brev som ställdes till drottningen om hjälp och ekonomiska bidrag. Eftersom drottning Sofia sällan visade sig i societetens sällskapsliv, som på baler, som drottningen förväntades bevista, blev det Malvina De la Gardie som ofta fick representera henne vid sådana tillfällen. Även under Sofias utlandsvistelser fick hon representera henne som värdinna, som till exempel under årsskiftet 1880–81, då Sofia var på hälsoresa till Amsterdam och ett stort antal baler hölls på slottet. Hon åtföljde också kungaparet under deras resa till Konstantinopel 1885. Hon beskrivs som en mycket entusiastisk hovfunktionär som levde för hovlivet: 
"Drottningens överhovmästarinna grevinnan De la Gardie tar sitt ämbete med ett allvar och ett intresse, som är nästan rörande. "Malvina", som hon kallas, njuter av sitt hovleverne, och den dag hon skulle lämna det, vore det bestämt med döden i hjärtat".
Hon beskrivs som god, fast hon, enligt Fritz von Dardel: "saknade de lysande egenskaper en dam i den ställningen bör ha".
Hon begärde avsked av hälsoskäl 1890 och drog sig då tillbaka till Hamilton House.